# خلوص الطرف

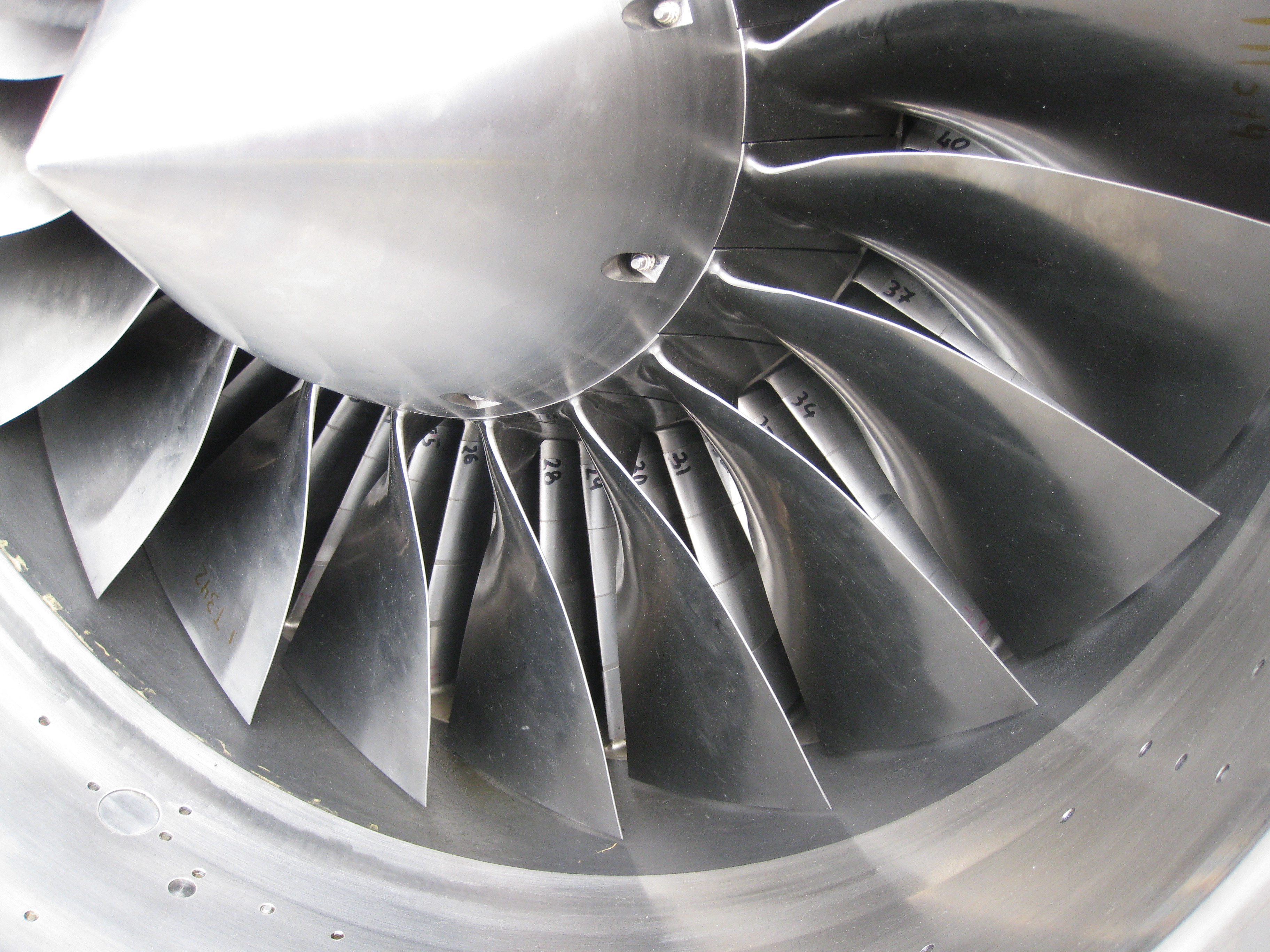
مدخل EJ200 يظهر فيه ريش العضوين الدوار والثابت. الخلوص الدقيق بين العضو الدوّار (أول مجموعة من الريش) والغلاف الخارجي هو الخلوص الطرفي ويمكن ملاحظته هنا.

خلوص الطرف أو الخلوص الطرفي هو المسافة بين طرف أو حافة جناح حامل دوّار والعضو الثابت.
- العنفة الغازية: بين الريشة والغطاء[1]

- المروحة الدافعة (سفينة أو طائرة): بين الريشة وجسم المركبة[2]
- عنفة الرياح: بين الريشة والبرج[3]